# Dominique Nicolas
Dominique Nicolas (Parigi, 5 luglio 1958) è un musicista, chitarrista e compositore francese, il fondatore (insieme a Nicola Sirkis) del gruppo musicale rock Indochine.
Dopo aver lasciato la band nel 1994, ha continuato a lavorare nel settore della musica e dell'immagine (documentari, progetti personali).